# Artikel 16 des Grundgesetzes für die Bundesrepublik Deutschland

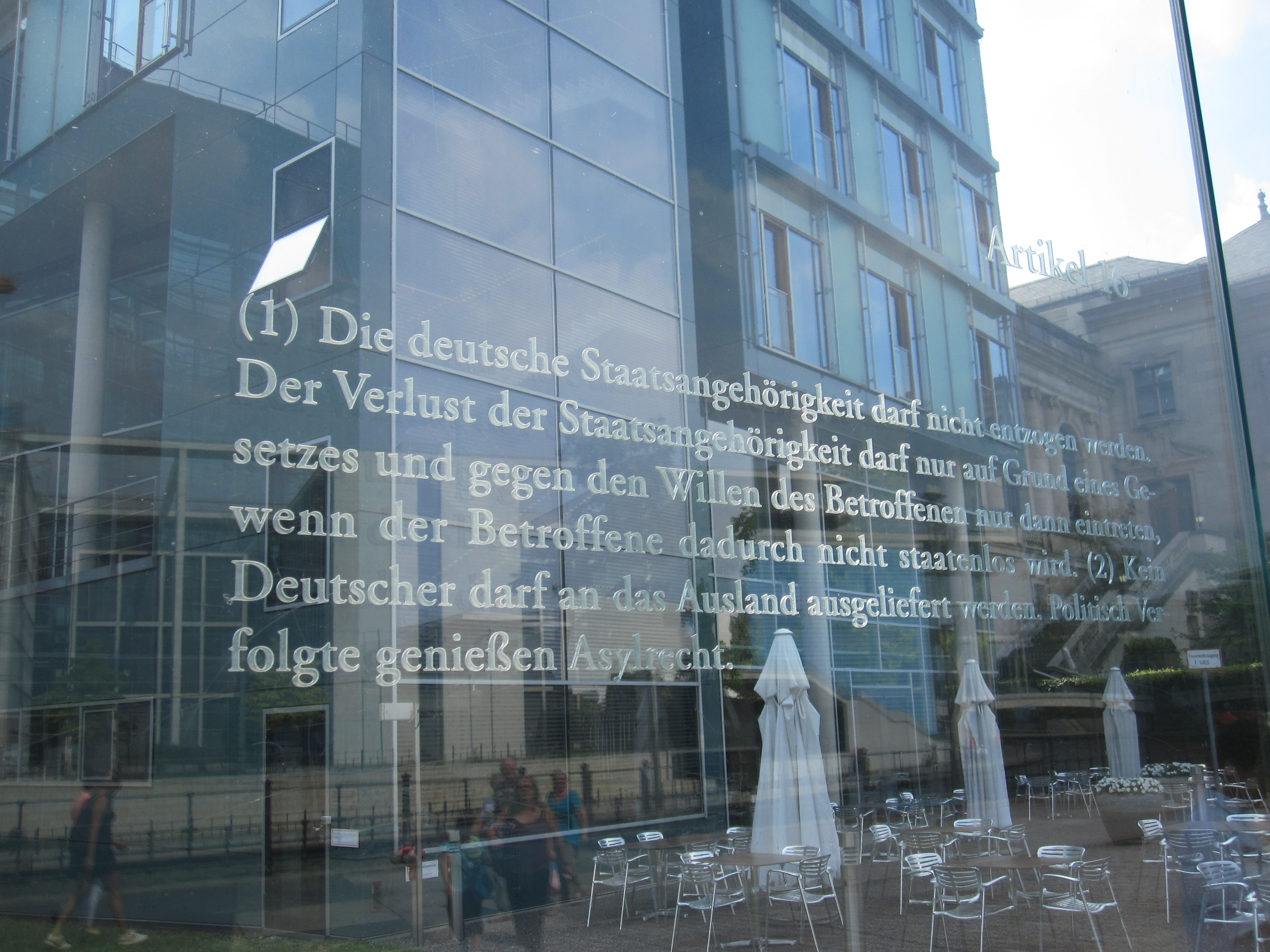
Artikel 16 in der Urfassung am Reichstag – eine Arbeit von Dani Karavan an den Glasscheiben beim Jakob-Kaiser-Haus zur Spreeseite

Artikel 16 des deutschen Grundgesetzes (GG) befindet sich in dessen erstem Abschnitt Grundrechte. Er verbürgt in seinem Absatz 1 den Schutz vor Entzug der deutschen Staatsangehörigkeit sowie in Absatz 2 den Schutz vor Auslieferung Deutscher an das Ausland.
Art. 16 GG ist im Grundgesetz seit dessen Inkrafttreten enthalten und verbürgte ursprünglich auch das Recht auf Asyl. Mit dem Asylkompromiss wurde dieser Teil mit der Verfassungsänderung durch das Gesetz vom 28. Juni 1993 in den neugeschaffenen Art. 16a ausgegliedert.

## Normierung
Art. 16 GG lautet seit seiner letzten Änderung am 2. Dezember 2000 wie folgt:

## Art. 16 Abs. 1 GG
Historisch betrachtet, ist die Regelung des Absatzes 1 eine Reaktion auf die willkürliche Entziehung der Staatsangehörigkeit in der Zeit des Nationalsozialismus aus politischen, religiösen oder rassistischen Gründen. Des Weiteren soll Staatenlosigkeit vorgebeugt werden.
Art. 16 Abs. 1 GG schützt Deutsche vor Verlust ihrer Staatsangehörigkeit. Die Regelung schreibt nicht vor, wie die Staatsangehörigkeit erworben wird. Hierzu musste der Gesetzgeber selbst durch das Staatsangehörigkeitsgesetz (StAG) gesetzliche Regelungen treffen.
Ein Eingriff in dieses Grundrecht liegt immer dann vor, wenn es durch eine staatliche Maßnahme zum Verlust der Staatsangehörigkeit kommt. So führt die Behördenanfechtung einer Vaterschaft dann zu einem Eingriff, wenn das Kind dadurch die deutsche Staatsangehörigkeit verliert.
Generell unzulässig ist eine so genannte Entziehung, wie sie in Art. 16 Abs. 1 S. 1 GG formuliert ist. Eine solche Entziehung liegt vor, wenn der Verlust der Staatsangehörigkeit in einer Weise zugefügt wird, welche „die – für den Einzelnen und für die Gesellschaft gleichermaßen bedeutsame – Funktion der Staatsangehörigkeit als verlässliche Grundlage gleichberechtigter Zugehörigkeit beeinträchtigt“. Dies umfasst insbesondere Fallgestaltungen, bei denen der Betroffene die zum Verlust führende Maßnahme nicht zumutbar beeinflussen kann. Demnach kann eine zu Unrecht erteilte Staatsangehörigkeit zurückgenommen werden (§ 48 VwVfG), wenn der Fehler beim Antragssteller lag, indem er beispielsweise seine Einbürgerung durch Täuschung erworben hat.
Außerhalb der Entziehung kann ein Verlust nach Art. 16 Abs. 1 S. 2 GG verfassungsmäßig gerechtfertigt sein (aufgrund einer gesetzlichen Grundlage). Dabei darf der Betroffene nicht staatenlos werden, wenn der Verlust gegen den Willen des Betroffenen herbeigeführt wird. Staatenlosigkeit ist bereits dann erfüllt, wenn der andere Staat dem Betroffenen nicht den Schutz in der Qualität eines Staatsbürgers bieten kann.

## Art. 16 Abs. 2 GG
Grundsätzlich darf kein Deutscher an das Ausland ausgeliefert werden. Art. 16 Abs. 2 Satz 1 GG schützt deutsche Staatsbürger in ihrem staatsbürgerlichen Status und gegenüber der Strafverfolgung im Ausland. Zugleich bringt die Vorschrift die staatliche Souveränität zum Ausdruck, indem sie das Recht der Bundesrepublik Deutschland manifestiert, „seine“ Bürger nicht einer fremden Staatsgewalt ausliefern und unterwerfen zu müssen. Der Betroffene muss Deutscher i. S. d. Art. 116 Abs. 1 GG sein und sich im Bundesgebiet aufhalten. Die Einreise in die Bundesrepublik Deutschland selbst wird nicht geschützt.
Seit einer Grundgesetzänderung im Jahr 2000 und der Umsetzung des Rahmenbeschlusses des Europäischen Rats über den Europäischen Haftbefehl vom 13. Juni 2002 kann gem. Art. 16 Abs. 2 Satz 2 GG durch Gesetz eine abweichende Regelung für Auslieferungen an einen Mitgliedstaat der Europäischen Union oder an einen internationalen Gerichtshof getroffen werden, soweit rechtsstaatliche Grundsätze gewahrt sind. Eine Überstellung an einen solchen internationalen Gerichtshof ist nur dann zulässig, wenn dieser völkerrechtlich errichtet wurde und Deutschland dieser völkerrechtlichen Vertragsregelung beigetreten ist. Weitere Voraussetzungen sind u. a. die Garantie rechtsstaatlicher Grundsätze und ein vergleichbarer Grundrechtsschutz.
Auf der Grundlage des Art. 16 Abs. 2 Satz 2 GG und unter Rückgriff auf die in Art. 4 Nr. 7 Buchstabe a des Rahmenbeschlusses eröffneten Spielräume wurden § 80 Abs. 1 und 2 im Gesetz über die internationale Rechtshilfe in Strafsachen (IRG) erlassen, wonach die Auslieferung eines Deutschen zum Zwecke der Strafverfolgung gegenüber ausländischen Staatsangehörigen nur unter besonderen Voraussetzungen zulässig ist.